# Ängssilja
Ängssilja (Silaum silaus) är en växtart i familjen flockblommiga växter.

## Beskrivning
Ängssilja blir omkring 80 cm hög och är en flerårig ört med upprätta stjälk, långskaftade, finfikiga blad och blomställningar i form av flockar med små gulaktiga blommor. Blomningstiden infaller i juli och augusti. Växten sprider sig med frön.

## Utbredning
Ängssilja förekommer i västra och centrala Europa. Den är i norra Europa sällsynt och förekommer eller har tillfälligt förekommit som kulturspridd i Danmark, Sverige (Skåne) och Finland, på kalkrik mark, ofta längs vägkanter och pilvallar.

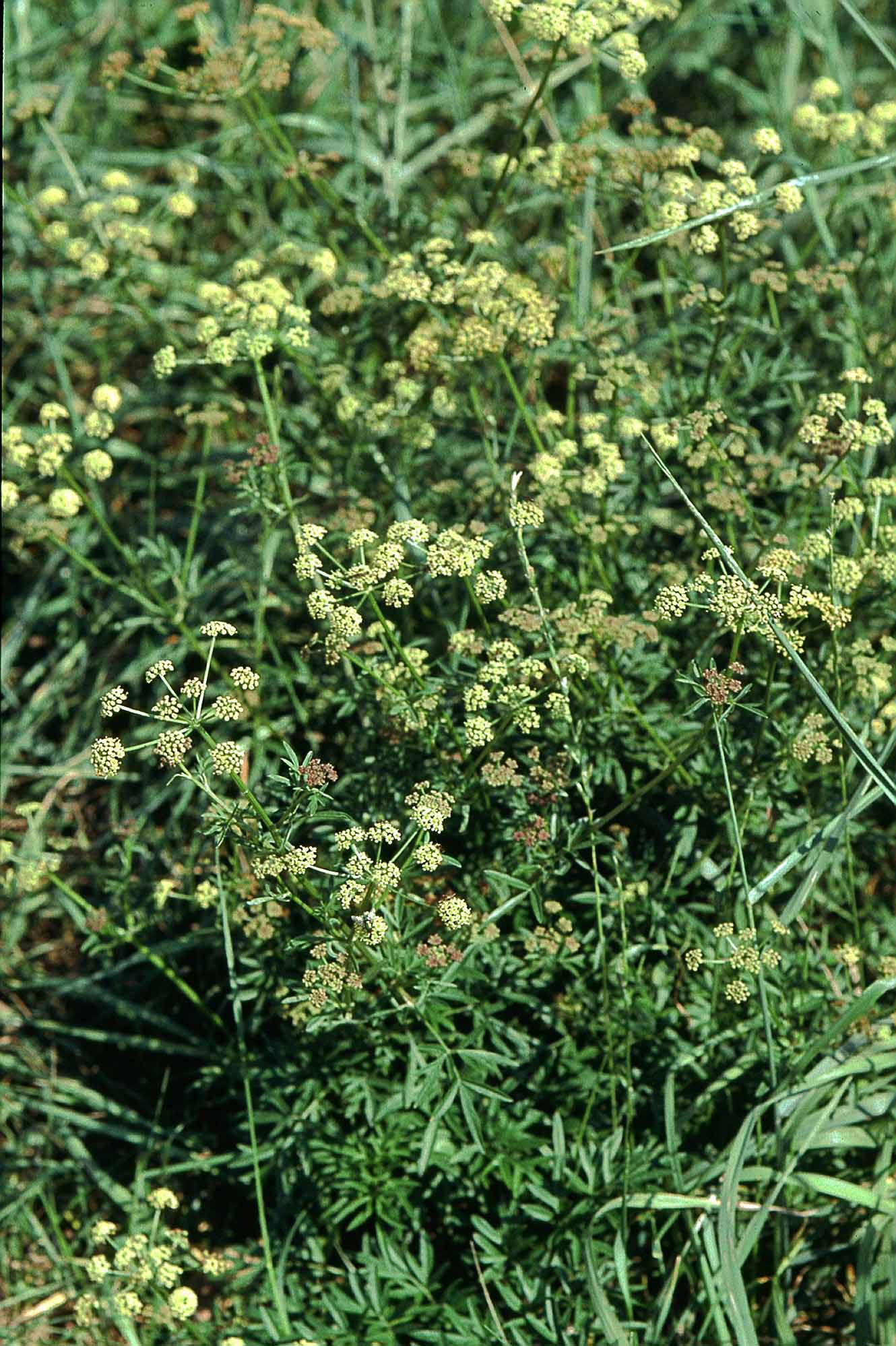
Blommande ängssilja.